# Jakob Meiland

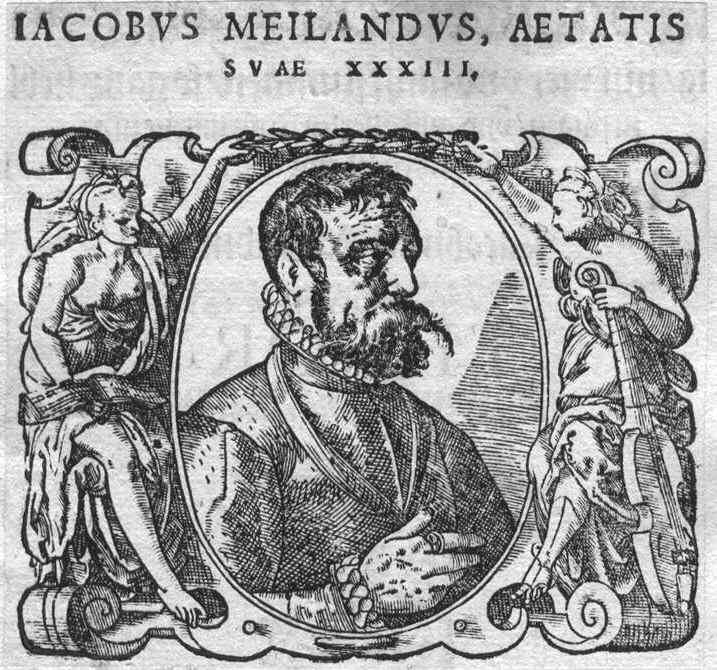
Jakob Meiland, Holzschnitt

Jakob Meiland (* 1542 in Senftenberg; † 31. Dezember 1577 in Hechingen) war ein deutscher Komponist des 16. Jahrhunderts.

## Leben
Meiland kam als Sängerknabe nach Dresden und erhielt hier eine Ausbildung in der Dresdner Hofkantorei. 1558 wechselte er an die Universität Leipzig. Anschließend unternahm er Studienreisen nach Italien und Flandern. 1563 wurde er am Hofe des Markgrafen Georg Friedrich von Brandenburg in Ansbach als Hofkapellmeister angestellt. Am 22. Januar 1565 heiratete er in Nürnberg Klara Marschalin. Mit ihr hatte er zwei Kinder, Dorothea und Ursula. Nach 1568 war Meiland im Auftrag des Markgrafen in Stuttgart, Meißen und München tätig, um unter anderem Sängerknaben anzuwerben. 1571 erkrankte er gefährlich und wurde durch seinen alten Gönner Markgraf Georg Friedrich gepflegt. Meiland siedelte mit seiner Familie nach Frankfurt am Main um. Trotz seiner Tätigkeit als Komponist war die Familie notleidend. Von 1576 bis 1577 war er Hoforganist in Celle bei Wilhelm dem Jüngeren, dem Schwiegervater von Georg Friedrich. Während dieser Anstellung schrieb er zahlreiche Lieder mit überwiegend traurigen Texten. Anschließend war er in Hechingen in der Grafschaft Hohenzollern-Hechingen als Hofkapellmeister angestellt, wo er 1577 starb.

## Wirken
Meiland war einer der ersten deutschen Tonsetzer, bei dem venezianische Einflüsse in den Kompositionen nachweisbar sind.